# Europees register inzake de uitstoot en overbrenging van verontreinigende stoffen
Het Europees register inzake de uitstoot en overbrenging van verontreinigende stoffen, beter bekend als E-PRTR (naar European Pollutant Release and Transfer Register), is een officiële gegevensbank die de vervuiling van lucht, water en bodem door fabrieken en andere industriële inrichtingen in kaart brengt, alsook bepaalde van hun afvalstromen. Ook sommige diffuse bronnen van verontreiniging zijn in het E-PRTR opgenomen.

## Inhoud
Het register bevat verplicht te rapporteren gegevens over 91 polluenten, waaronder broeikasgassen, zware metalen en pesticiden. Aanvankelijk hadden de gegevens betrekking op industriële inrichtingen, maar meer en meer worden ook diffuse bronnen opgenomen (wegverkeer, luchtvaart, landbouw, gebouwenverwarming…). Behalve de uitstoot moet ook het afgevoerde afval worden gerapporteerd (aard, hoeveelheid en - als naar het buitenland - bestemmeling).
De data kunnen worden gefilterd naar inrichting, activiteit, gebied, polluent en kalenderjaar. Naast de zoekmachine zijn sommige gegevens ook gelokaliseerd op kaarten.

## Aanlevering van gegevens
De gegevens zijn afkomstig van industriële inrichtingen die actief zijn in een van de 65 aangemerkte domeinen én die voldoende groot zijn (gemeten naar de capaciteitsdrempel die eventueel geldt voor dat domein, bv. voor slachthuizen 50 ton karkassen per dag). De PRTR-inrichtingen moeten niet over elke stof rapporteren, enkel deze waarvan de effectieve uitstoot of afvalstroom boven een vooropgestelde drempelwaarde ligt. Het aanleveren gebeurt door de inrichtingen zelf. Jaarlijks moeten ze de gegevens over de vervuiling die ze veroorzaken overmaken aan de bevoegde autoriteit in hun land. De autoriteit controleert de consistentie ervan en maakt de gevalideerde data over aan de Europese Commissie en het Europees Milieuagentschap.

## Dekking
Geografisch dekt de E-PRTR 33 Europese landen: de 28 lidstaten van de Europese Unie en voorts Zwitserland, Noorwegen, Servië, IJsland en Liechtenstein.
Dit zorgde anno 2017 voor een databank met meer dan 30.000 inrichtingen, waarvan 780 in Vlaanderen.
De gegevens zijn beschikbaar vanaf het kalenderjaar 2010. Over de periode voordien, teruggaand tot 2001, zijn de meer summiere data in het oude formaat opgenomen.

## Geschiedenis
De opmaak van een publieke vervuilingsdatabank is ingesteld door een protocol bij het Verdrag van Aarhus. Het protocol, ondertekend in mei 2003 en van kracht geworden in oktober 2009, werd binnen de EU uitgevoerd door verordening (EG) nr. 166/2006.

## Voetnoten
1. ↑  Bijlage 1 van Verordening (EG) nr. 166/2005 van 18 januari 2006 betreffende de instelling van een Europees register inzake de uitstoot en overbrenging van verontreinigende stoffen en tot wijziging van de Richtlijnen 91/689/EEG en 96/61/EG van de Raad